# Raduša
Raduša är en bergskedja i Bosnien och Hercegovina.   Den ligger i entiteten Federationen Bosnien och Hercegovina, i den centrala delen av landet, 70 km väster om huvudstaden Sarajevo. Raduša ligger vid sjön Veliko Jezero.
Raduša sträcker sig 6,6 km i öst-västlig riktning. Den högsta toppen är Idovac, 1 959 meter över havet.
Topografiskt ingår följande toppar i Raduša:
- Idovac
- Ježevača
- Kik
- Komar
- Mala Raduša
- Mlične Glavice
- Nastinje
- Razvržđe

I omgivningarna runt Raduša växer i huvudsak blandskog. Runt Raduša är det ganska tätbefolkat, med 93 invånare per kvadratkilometer.